# Calder Park Raceway
Calder Park Raceway es un autódromo situado 25 km al noroeste de la ciudad de Melbourne, Australia, inaugurado el 14 de enero de 1962. El circuito ha recibido al V8 Supercars, el Campeonato Europeo de Turismos, y carreras de motociclismo de velocidad, camiones, arrancones y derrapadas. Entre 1980 y 1984, Calder Park fue sede del Gran Premio de Australia. En 1988 se corrió en su óvalo una carrera de exhibición de la Copa NASCAR.
El circuito principal mide 2.280 metros de longitud, y el circuito corto tiene un recorrido de 1.609 metros. También hay un autódromo oval de 1.800 metros llamado Thunderdome. El óvalo se puede usar en combinación con el trazado mixto, como ocurrió en su estreno en 1987. El Campeonato Australiano de Stock Cars (AUSCAR) utilizaba inicialmente el Thunderdome en sentido horario, al revés que lo habitual en Estados Unidos, ya que los automóviles tenían el volante a la derecha.

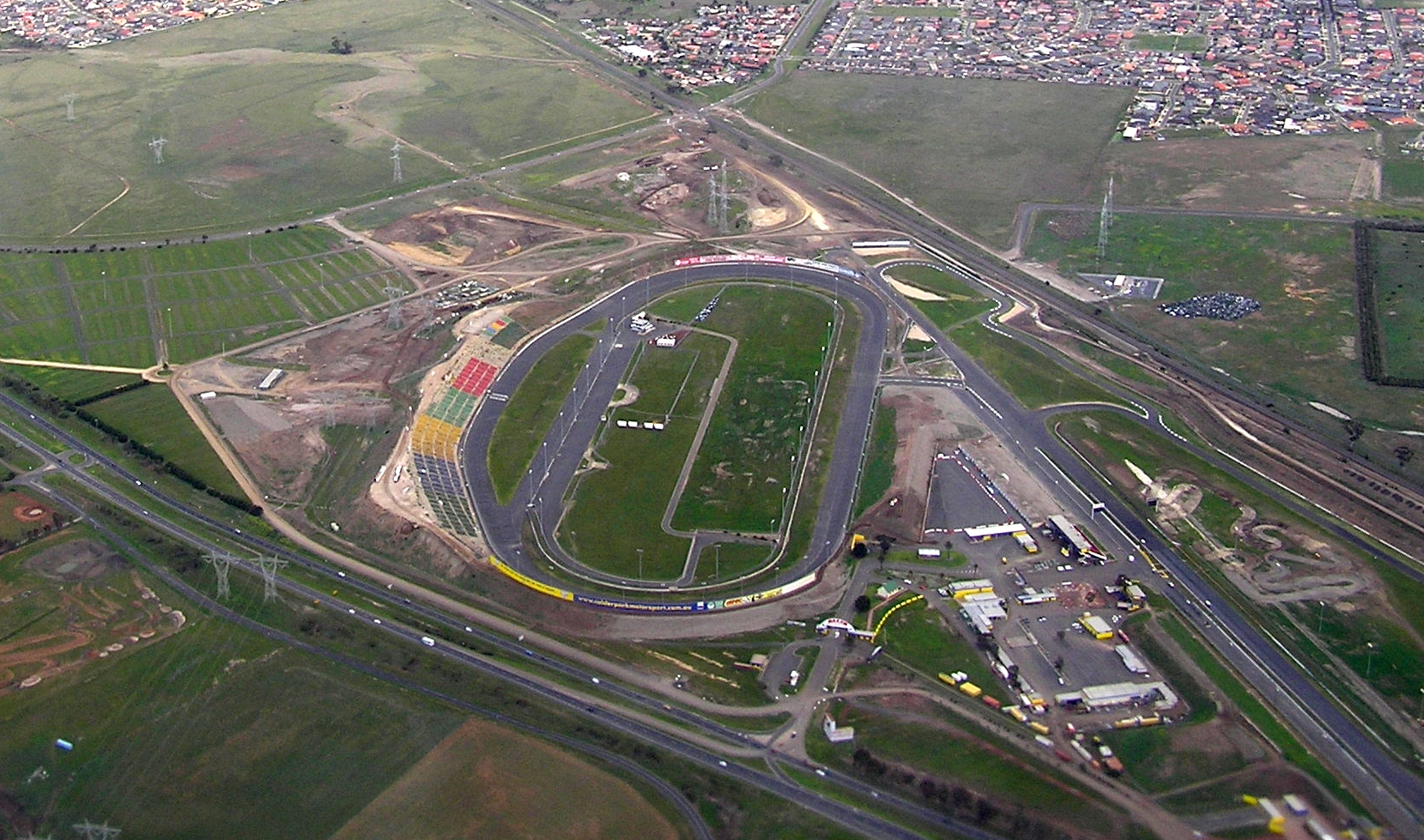
Vista Aérea del Trazado
Diseño utilizando tanto la pista de carreras como la pista ovalada
Solo la pista ovalada, también conocida como "Thunderdome".
Sólo la pista de carreras